# Awoingt
Awoingt est une commune française située dans le département du Nord, en région Hauts-de-France.

## Géographie

### Localisation
| Cambrai   | Cauroir                 | Cauroir   |
| Cambrai   | Awoingt                 | Estourmel |
| Niergnies | Séranvillers-Forenville | Wambaix   |

### Hydrographie
La commune est située dans le bassin Artois-Picardie. Elle n'est drainée par aucun cours d'eau,.

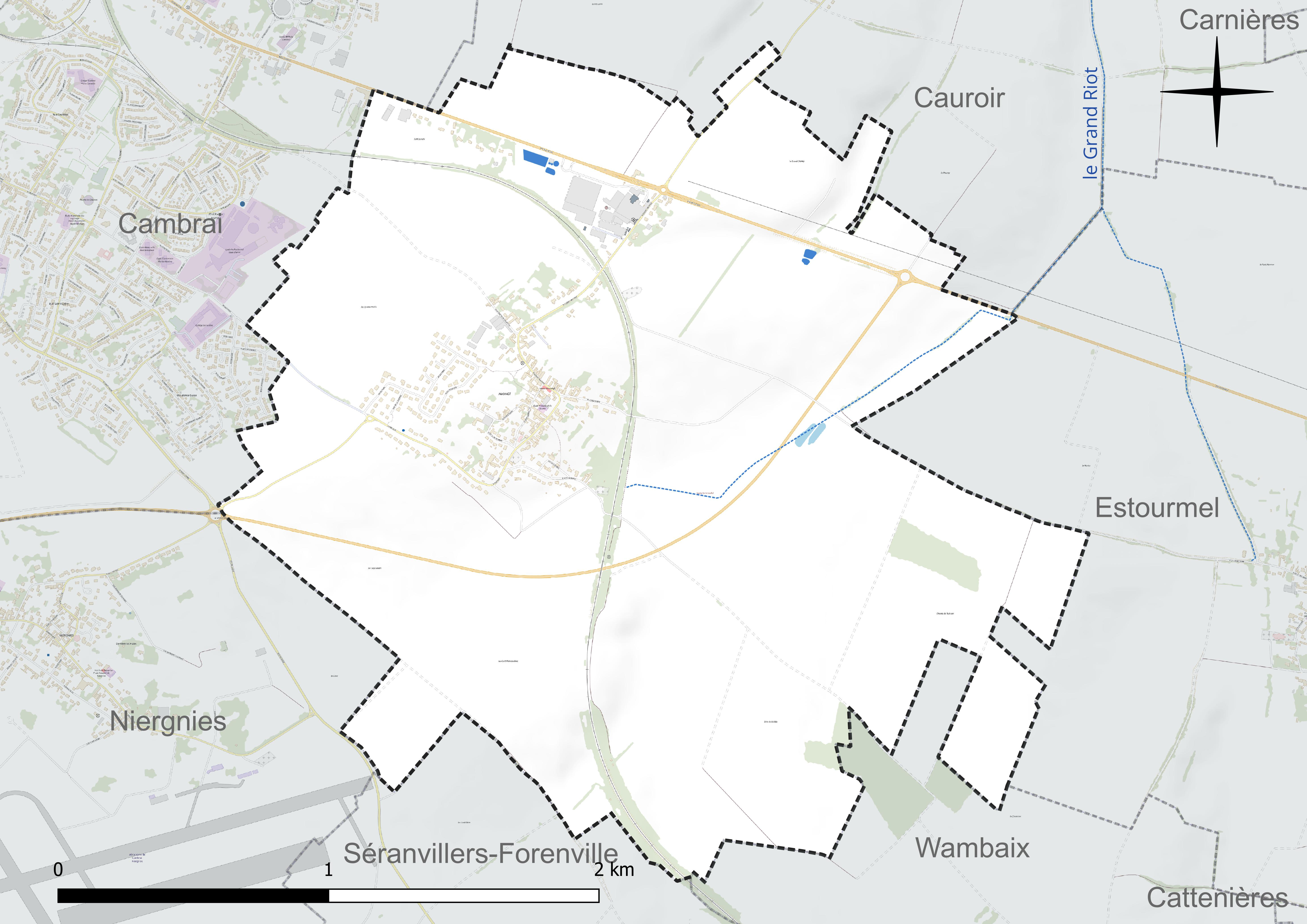
Réseau hydrographique d'Awoingt.

### Climat
Pour des articles plus généraux, voir Climat des Hauts-de-France et Climat du Nord.
En 2010, le climat de la commune est de type climat océanique dégradé des plaines du Centre et du Nord, selon une étude du CNRS s'appuyant sur une série de données couvrant la période 1971-2000. En 2020, Météo-France publie une typologie des climats de la France métropolitaine dans laquelle la commune est exposée à un climat océanique et est dans la région climatique Nord-est du bassin Parisien, caractérisée par un ensoleillement médiocre, une pluviométrie moyenne régulièrement répartie au cours de l'année et un hiver froid (3 °C).
Pour la période 1971-2000, la température annuelle moyenne est de 10,4 °C, avec une amplitude thermique annuelle de 14,7 °C. Le cumul annuel moyen de précipitations est de 696 mm, avec 11,9 jours de précipitations en janvier et 9 jours en juillet. Pour la période 1991-2020, la température moyenne annuelle observée sur la station météorologique la plus proche, située sur la commune d'Épehy à 20 km à vol d'oiseau, est de 10,6 °C et le cumul annuel moyen de précipitations est de 752,8 mm,. Pour l'avenir, les paramètres climatiques de la commune estimés pour 2050 selon différents scénarios d'émission de gaz à effet de serre sont consultables sur un site dédié publié par Météo-France en novembre 2022.

## Urbanisme

### Typologie
Au 1er janvier 2024, Awoingt est catégorisée ceinture urbaine, selon la nouvelle grille communale de densité à sept niveaux définie par l'Insee en 2022.
Elle appartient à l'unité urbaine de Cambrai, une agglomération intra-départementale regroupant huit  communes, dont elle est une commune de la banlieue,,. Par ailleurs la commune fait partie de l'aire d'attraction de Cambrai, dont elle est une commune de la couronne,. Cette aire, qui regroupe 64 communes, est catégorisée dans les aires de 50 000 à moins de 200 000 habitants,.

### Occupation des sols
L'occupation des sols de la commune, telle qu'elle ressort de la base de données européenne d'occupation biophysique des sols Corine Land Cover (CLC), est marquée par l'importance des territoires agricoles (87,4 % en 2018), en diminution par rapport à 1990 (93,8 %). La répartition détaillée en 2018 est la suivante : 
terres arables (87,4 %), zones urbanisées (12,5 %). L'évolution de l'occupation des sols de la commune et de ses infrastructures peut être observée sur les différentes représentations cartographiques du territoire : la carte de Cassini (XVIIIe siècle), la carte d'état-major (1820-1866) et les cartes ou photos aériennes de l'IGN pour la période actuelle (1950 à aujourd'hui).

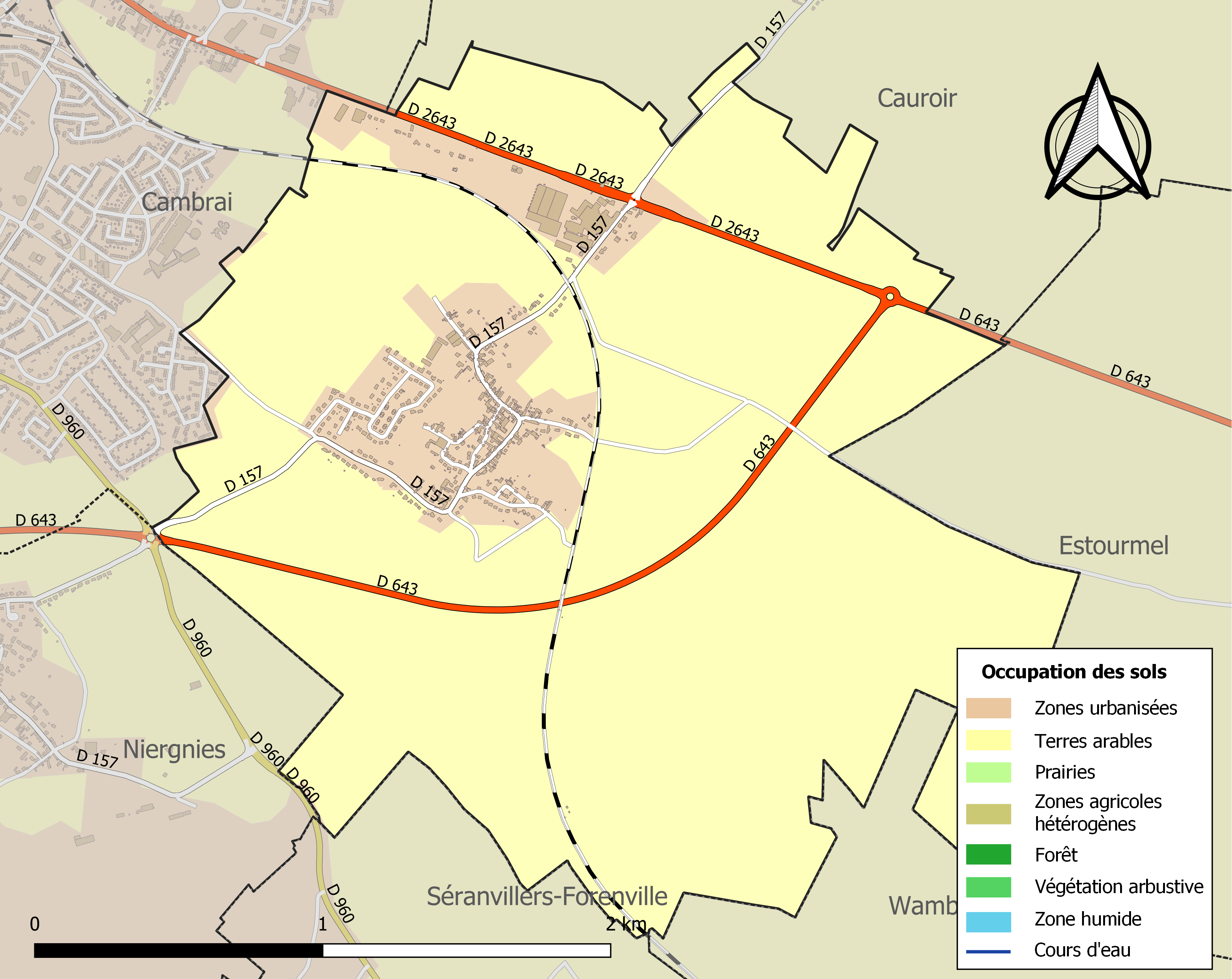
Carte des infrastructures et de l'occupation des sols de la commune en 2018 (CLC).

### Voies de communication et transports
La commune est desservie par le réseau de transports urbains de la Communauté d'agglomération de Cambrai appelé TUC (Transports Urbains du Cambrésis), par la ligne 11,.

## Toponymie
Le village est cité comme Auwaing (1096 et 1545), Auvaing (1096), Awaing (1140 et 1302), et encore comme Oen, Oeng, Awin, Avaing, Avayn et Auvin. Boniface fait dériver le nom germanique de Av, ou Aw, Au ou Auwe, « eau » avec le sens de « habitation près de l'eau ».

## Histoire
En 1677, le roi Louis XIV s'installe avec le maréchal de La Feuillade à Awoingt, d'où il dirige le siège de Cambrai.

## Politique et administration

### Situation administrative
Awoingt fait partie de la Communauté d'agglomération de Cambrai.

### Liste des maires
Maire en 1802-1803 : Isidore Telliez.
Maire en 1807 : Fehler.
Maire en 1808 : Thellier (ou Telliez ?).
Maire en 1881 : Lesage.

Maire en 1931 : Lucien Houillon, membre du conseil d'arrondissement.
| Période                                  | Période    | Identité               | Étiquette | Qualité |
| ---------------------------------------- | ---------- | ---------------------- | --------- | ------- |
| mars 2001                                | mars 2008  | Bernard Bouillon       |           |         |
| mars 2008                                | sept. 2011 | Gilles Rouzé           | SE        |         |
| sept. 2011                               | mai 2020   | Jean-Richard Lechowicz | SE        |         |
| mai 2020                                 | En cours   | Eddy Dherbécourt       |           |         |
| Les données manquantes sont à compléter. |            |                        |           |         |

### Politique environnementale
La protection et la mise en valeur de l'environnement font partie des compétences optionnelles de la communauté d'agglomération de Cambrai à laquelle appartient Awoingt.

### Jumelages
La commune est jumelée avec le village anglais de Elford dans le district de Lichfield District, Staffordshire, Angleterre.

## Population et société

### Démographie

#### Évolution démographique
L'évolution du nombre d'habitants est connue à travers les recensements de la population effectués dans la commune depuis 1793. Pour les communes de moins de 10 000 habitants, une enquête de recensement portant sur toute la population est réalisée tous les cinq ans, les populations de référence des années intermédiaires étant quant à elles estimées par interpolation ou extrapolation. Pour la commune, le premier recensement exhaustif entrant dans le cadre du nouveau dispositif a été réalisé en 2007.

En 2022, la commune comptait 773 habitants, en évolution de −8,41 % par rapport à 2016 (Nord : +0,51 %, France hors Mayotte : +2,11 %).
| 1793 | 1800 | 1806 | 1821 | 1831 | 1836 | 1841 | 1846 | 1851 |
| ---- | ---- | ---- | ---- | ---- | ---- | ---- | ---- | ---- |
| 338  | 326  | 348  | 425  | 462  | 496  | 486  | 477  | 476  |

| 1856 | 1861 | 1866 | 1872 | 1876 | 1881 | 1886 | 1891 | 1896 |
| ---- | ---- | ---- | ---- | ---- | ---- | ---- | ---- | ---- |
| 496  | 524  | 528  | 541  | 516  | 551  | 537  | 531  | 513  |

| 1901 | 1906 | 1911 | 1921 | 1926 | 1931 | 1936 | 1946 | 1954 |
| ---- | ---- | ---- | ---- | ---- | ---- | ---- | ---- | ---- |
| 494  | 507  | 506  | 403  | 437  | 401  | 402  | 406  | 406  |

| 1962 | 1968 | 1975 | 1982 | 1990 | 1999 | 2006 | 2007 | 2012 |
| ---- | ---- | ---- | ---- | ---- | ---- | ---- | ---- | ---- |
| 374  | 353  | 391  | 447  | 524  | 552  | 535  | 533  | 857  |

| 2017 | 2022 | - | - | - | - | - | - | - |
| ---- | ---- | - | - | - | - | - | - | - |
| 817  | 773  | - | - | - | - | - | - | - |

#### Pyramide des âges
La population de la commune est relativement jeune.
En 2018, le taux de personnes d'un âge inférieur à 30 ans s'élève à 37,8 %, soit en dessous de la moyenne départementale (39,5 %). À l'inverse, le taux de personnes d'âge supérieur à 60 ans est de 18,2 % la même année, alors qu'il est de 22,5 % au niveau départemental.
En 2018, la commune comptait 420 hommes pour 395 femmes, soit un taux de 51,53 % d'hommes, largement supérieur au taux départemental (48,23 %).
Les pyramides des âges de la commune et du département s'établissent comme suit.
| Hommes | Classe d’âge | Femmes |
| ------ | ------------ | ------ |
| 0,0    | 90 ou +      | 0,3    |
| 3,1    | 75-89 ans    | 4,1    |
| 14,6   | 60-74 ans    | 14,3   |
| 22,9   | 45-59 ans    | 22,3   |
| 19,4   | 30-44 ans    | 23,4   |
| 16,3   | 15-29 ans    | 15,8   |
| 23,6   | 0-14 ans     | 19,8   |

| Hommes | Classe d’âge | Femmes |
| ------ | ------------ | ------ |
| 0,5    | 90 ou +      | 1,4    |
| 5,3    | 75-89 ans    | 8,1    |
| 14,8   | 60-74 ans    | 16,2   |
| 19,1   | 45-59 ans    | 18,4   |
| 19,5   | 30-44 ans    | 18,7   |
| 20,7   | 15-29 ans    | 19,1   |
| 20,2   | 0-14 ans     | 18     |

### Enseignement

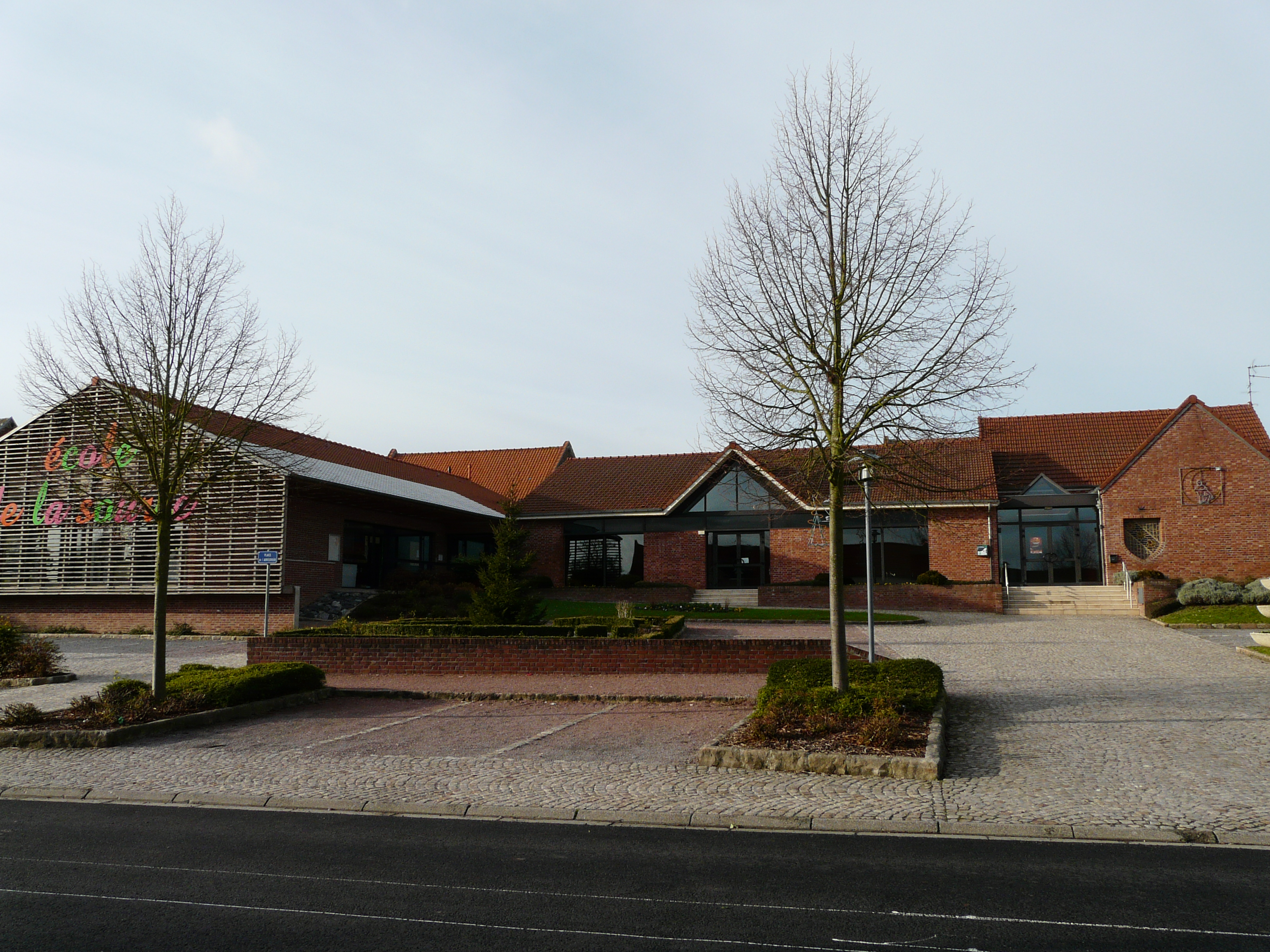
L'école de la Source

Awoingt est rattaché à la circonscription « Cambrai Centre » du bassin de formation du Cambrésis, dépendant de l'inspection académique du Nord et de l'académie de Lille. La commune gère l'école primaire publique de la Source, rue Pasteur. L'école comporte 4 classes.

### Culte
L'église Saint-Martin dépend de la paroisse Saint-Joseph-en-Cambrésis de l'archidiocèse de Cambrai.

## Économie et industrie
Parmi les sites industriels, se trouve l'usine de produits laitiers Candia, depuis 1947 (330 p. en 2019).

## Culture locale et patrimoine

### Lieux et monuments
- L'église Saint-Martin date de 1817[30]. Avec son clocher-porche, cette église de briques est de style néo-roman.

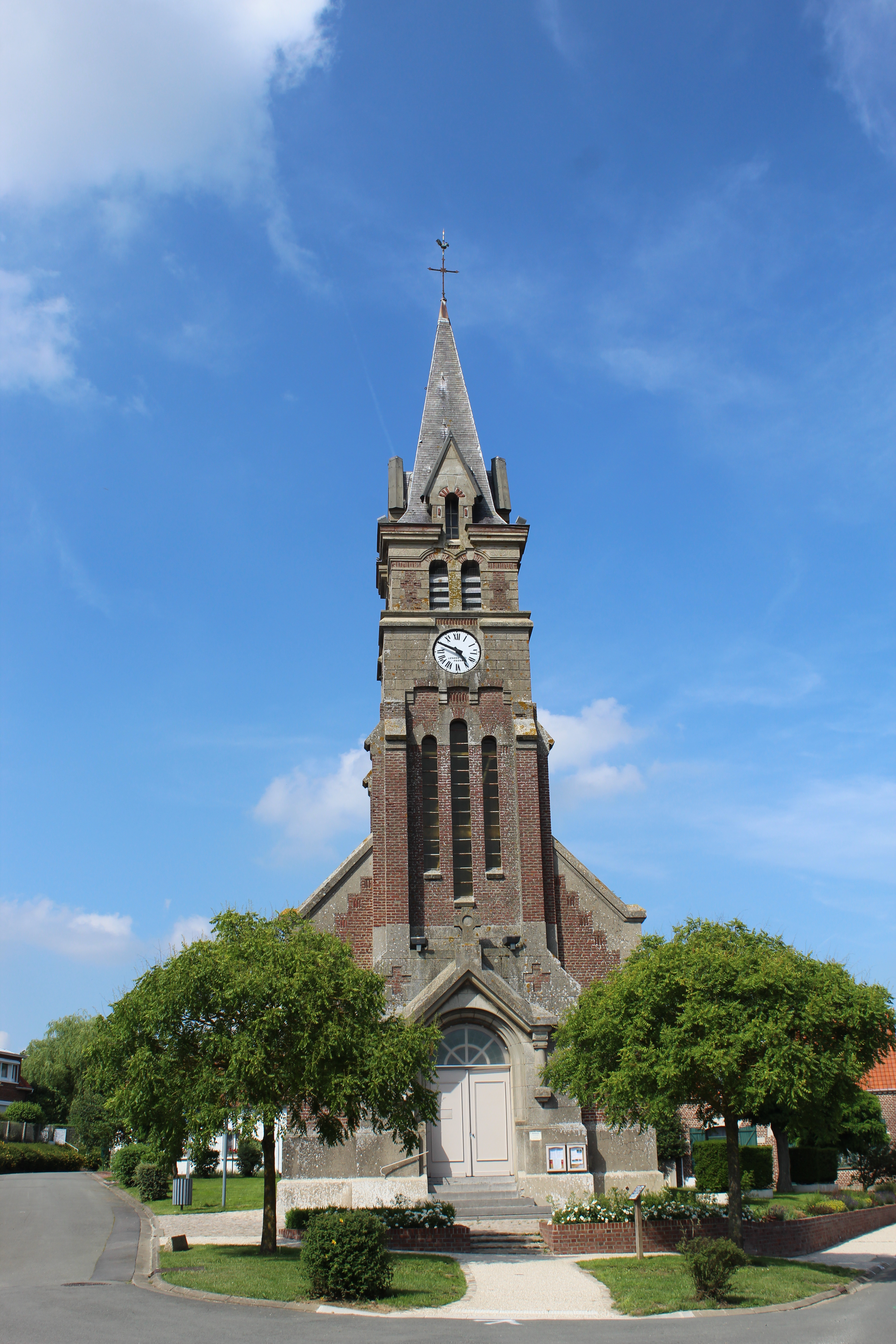
L'église Saint-Martin.
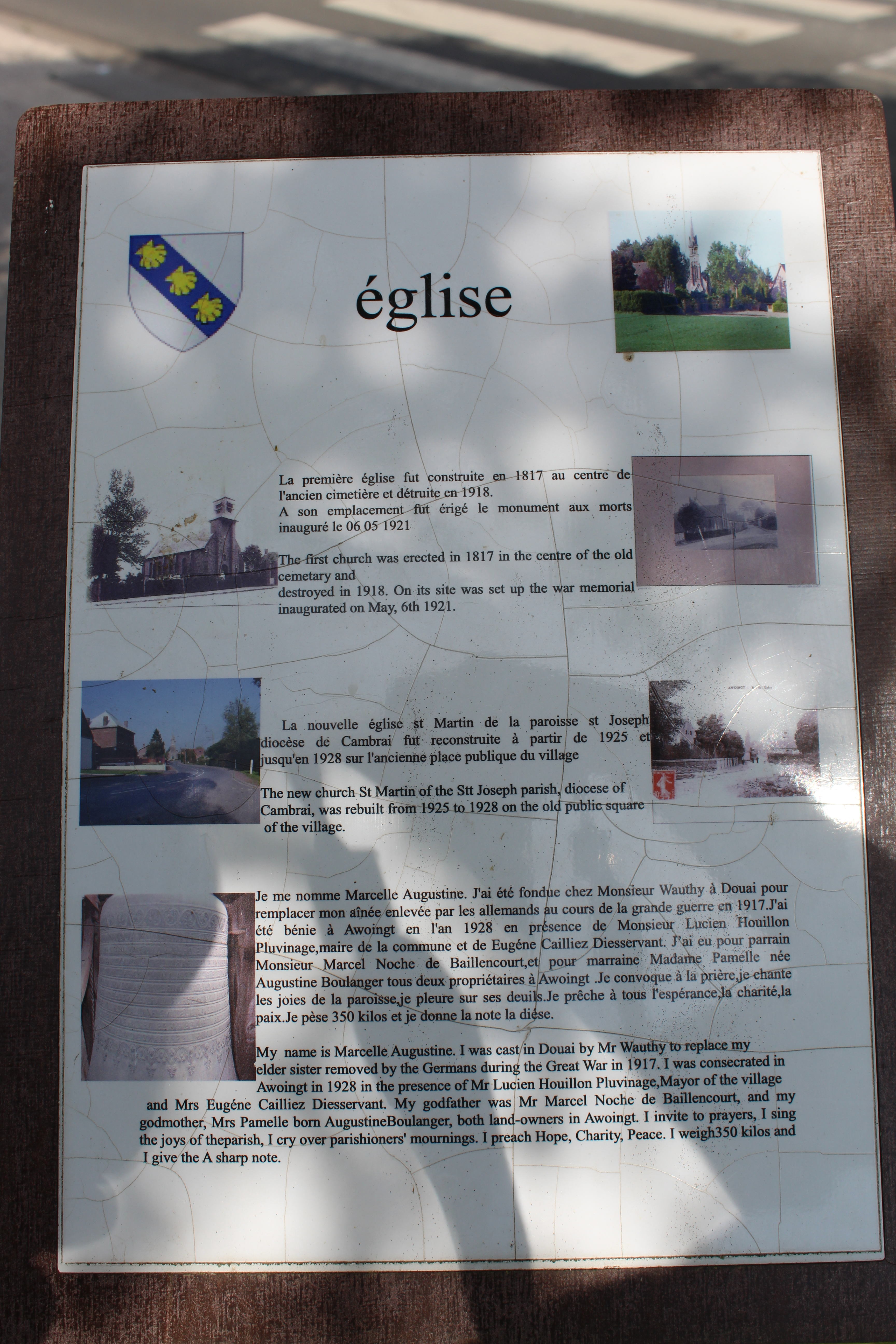
Histoire de l'église.
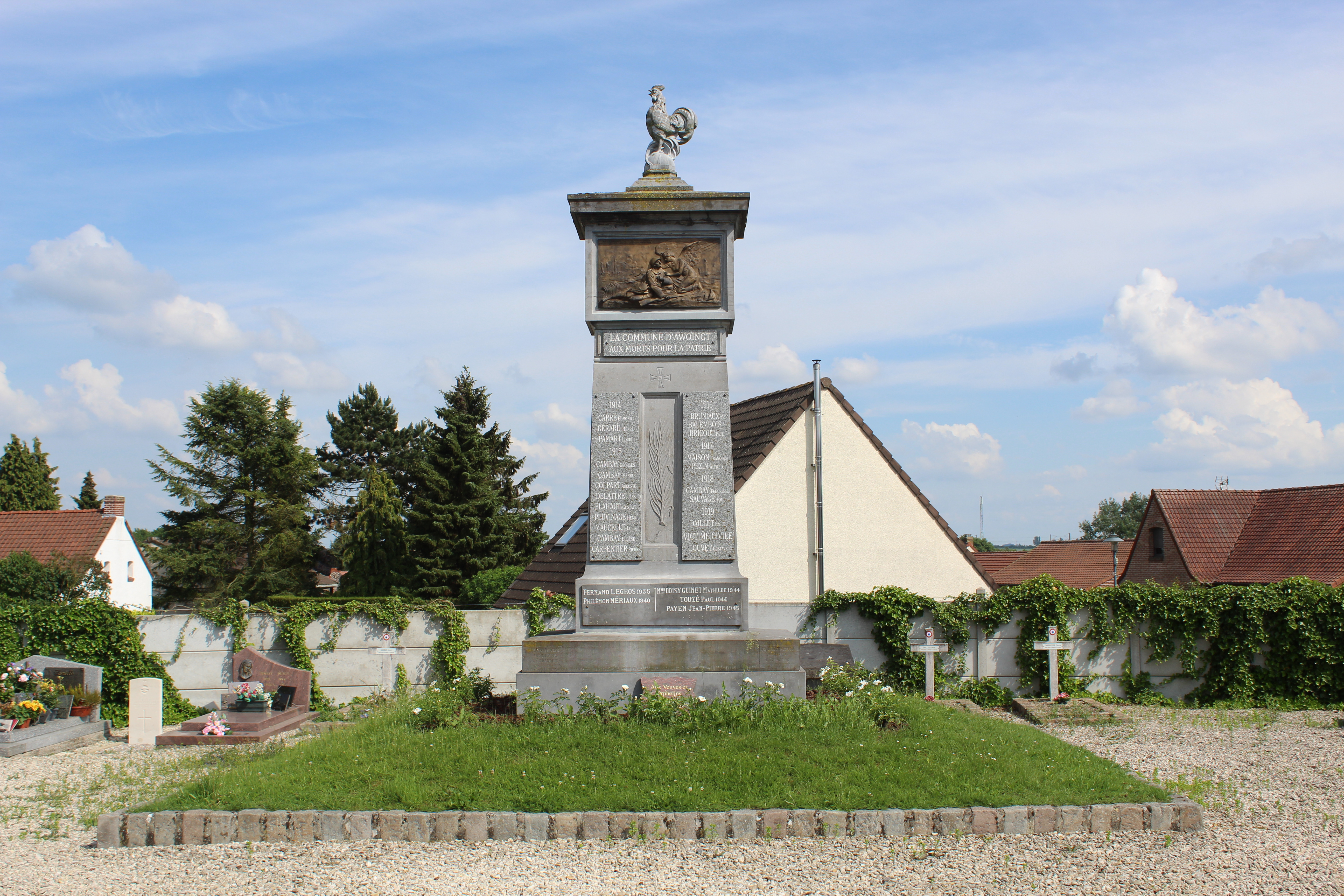
Le monument aux morts an centre du cimetière.

### Personnalités liées à la commune
- Marie-Ange Legros, née en 1963 à Awoingt, est une karatéka multi-médaillée aux championnats d'Europe.

### Héraldique
|  | Les armes d'Awoingt se blasonnent ainsi :« D'argent à une bande d'azur chargée de trois coquilles d'or posées dans le sens de la bande. » |

## Pour approfondir